# Richard Gibson
Richard Gibson (født 1. januar 1954) er en britisk skuespiller, bedst kendt for sin rolle som Herr Otto Flick i tv-serien 'Allo 'Allo!.